# Полугруппа
Полугруппа в общей алгебре — множество с заданной на нём ассоциативной бинарной операцией {\displaystyle (S,\cdot )}. Существуют разногласия по поводу того, нужно ли включать требование непустоты в определение полугруппы; отдельные авторы даже настаивают на необходимости наличия нейтрального элемента («единицы»). Однако более общепринятым является подход, согласно которому полугруппа не обязательно является непустой и не обязательно содержит нейтральный элемент. Полугруппа с нейтральным элементом называется моноидом; любую полугруппу {\displaystyle S}, не содержащую нейтральный элемент, можно превратить в моноид, добавив к ней некоторый элемент {\displaystyle e\not \in S} и определив {\displaystyle es=s=se\ \forall s\in S\cup \{e\};} полученный моноид обычно обозначается как {\displaystyle S^{1}}.
Примеры полугрупп: натуральные числа с операцией сложения, множество всех отображений множества в себя с операцией композиции, множество всех слов над некоторым алфавитом с операцией конкатенации. Любая группа является также и полугруппой; Идеал кольца всегда является полугруппой относительно операции умножения.

## Определение
Полугруппой является (непустое) множество {\displaystyle {\mathfrak {U}}}, в котором для любой пары взятых в определённом порядке элементов {\displaystyle X,Y\in {\mathfrak {U}}} определён новый элемент, называемый их произведением {\displaystyle U=XY\in {\mathfrak {U}}}, причём для любых {\displaystyle X,Y,Z\in {\mathfrak {U}}} всегда выполнено {\displaystyle (XY)Z=X(YZ)}.

## Виды полугрупп
Полугруппа {\displaystyle {\mathfrak {U}}} называется коммутативной (или абелевой), если для любых {\displaystyle A,B\in {\mathfrak {U}}} всегда выполнено {\displaystyle AB=BA}.
Важные классы образуют полугруппы с сокращением:
- с левым сокращением, если при любых {\displaystyle X,A,B\in {\mathfrak {U}}} из {\displaystyle XA=XB} всегда следует {\displaystyle A=B};
- с правым сокращением, если при любых {\displaystyle Y,A,B\in {\mathfrak {U}}} из {\displaystyle AY=BY} всегда следует {\displaystyle A=B};
- с двусторонним сокращением, если является полугруппой и с левым, и с правым сокращением одновременно.

Элемент {\displaystyle A} полугруппы {\displaystyle {\mathfrak {U}}} называется регулярным, если в {\displaystyle {\mathfrak {U}}} найдется такой элемент {\displaystyle X}, что {\displaystyle AXA=A}. Полугруппа, все элементы которой регулярны, называется регулярной полугруппой.
Элемент {\displaystyle A} полугруппы {\displaystyle {\mathfrak {U}}} называется вполне регулярным, если в {\displaystyle {\mathfrak {U}}} найдется такой элемент {\displaystyle X}, что {\displaystyle AXA=A} и {\displaystyle AX=XA}. Вполне регулярная полугруппа — полугруппа, все элементы которой вполне регулярны.
Полугруппа {\displaystyle {\mathfrak {U}}}, в которой для любых {\displaystyle A,B\in {\mathfrak {U}}} в {\displaystyle {\mathfrak {U}}} всегда найдутся такие {\displaystyle X,Y}, что {\displaystyle XA=B} и {\displaystyle AY=B}, является группой.

## Структура полугруппы
Если {\displaystyle A,B\subset S}, то принято обозначать {\displaystyle AB=\{ab\mid a\in A,b\in B\}}.
Подмножество {\displaystyle A} полугруппы {\displaystyle S} называется подполугруппой, если оно само является полугруппой относительно ограничения операции на подмножество. Для этого достаточно, чтобы для любых двух элементов из {\displaystyle A} их произведение также принадлежало {\displaystyle A}.
Если подмножество {\displaystyle A} непусто и {\displaystyle AS} (соответственно, {\displaystyle SA}) лежит в {\displaystyle A}, то {\displaystyle A} называют правым (соответственно, левым) идеалом. Если {\displaystyle A} является одновременно левым и правым идеалом, то его называют двусторонним идеалом, или просто идеалом.
Пересечение и объединение любого семейства подполугрупп также является подполугруппой; из этого следует, что подполугруппы образуют полную решётку. Пример полугруппы, в которой нет минимального идеала — положительные целые числа с операцией сложения. Если же наименьший идеал есть, а полугруппа коммутативна, то он является группой.
Благодаря ассоциативности, можно корректно определить натуральную степень элемента полугруппы как:
{\displaystyle a^{n}={\overset {n}{\overbrace {a\cdot a\cdot \dots \cdot a} }}}.
Для степени элемента справедливо соотношение {\displaystyle a^{m+n}=a^{m}\cdot a^{n},(a^{n})^{m}=a^{nm},\forall n,m\in \mathbb {N} }.
Частным случаем полугрупп являются полугруппы с делением, в которых для каждых двух элементов {\displaystyle a} и {\displaystyle b} определено правое {\displaystyle (a/b)} и левое {\displaystyle (b/a)} частное.
В конечной полугруппе всегда есть идемпотент (элемент, для которого {\displaystyle aa=a}).
Гомоморфизм полугрупп — это отображение, сохраняющее структуру полугруппы. А именно, отображение {\displaystyle f} из полугруппы {\displaystyle R} в полугруппу {\displaystyle S} называется гомоморфизмом, если {\displaystyle \forall a,b\in R\ f(ab)=f(a)f(b)}.
Две полугруппы {\displaystyle S} и {\displaystyle T} называются изоморфными, если существует биективный гомоморфизм {\displaystyle f\colon S\to T}.

## Отношения Грина
В 1951 году Джеймс Грин ввёл пять фундаментальных отношений эквивалентности на полугруппе. Они оказались существенными для понимания полугруппы как в локальном, так и в глобальном аспектах. Отношения Грина на полугруппе {\displaystyle S} определяются следующими формулами:
{\displaystyle aRb\Leftrightarrow aS^{1}=bS^{1}}
{\displaystyle aLb\Leftrightarrow S^{1}a=S^{1}b}
{\displaystyle aJb\Leftrightarrow S^{1}aS^{1}=S^{1}bS^{1}}
{\displaystyle H=L\cap R}
{\displaystyle D=R\vee L}
Из определения непосредственно следует, что {\displaystyle R} — правая конгруэнция, а {\displaystyle L} — левая конгруэнция. Также известно, что {\displaystyle D=R\circ L=L\circ R}. Одним из наиболее фундаментальных утверждений в теории полугрупп является лемма Грина, которая утверждает, что если элементы {\displaystyle a} и {\displaystyle b} R-эквивалентны, {\displaystyle u}, {\displaystyle v} такие, что {\displaystyle au=b}, {\displaystyle bv=a} и {\displaystyle p_{u},p_{v}} — соответствующие правые сдвиги, то {\displaystyle p_{u},p_{v}} — взаимно обратные биекции {\displaystyle L_{a}} на {\displaystyle L_{b}} и наоборот соответственно. Также они сохраняют H-классы.